# Руппель, Карл Конрад
Карл Конрад Август Руппель (нем. Karl Konrad August Ruppel; 1880—1968) — немецкий историк искусств, руководящий сотрудник Аненербе.

## Биография
Работал адвокатом в Берлине. Занимался частными научными изысканиями, учёной степени не имел.
С лета 1937 г. состоял в Аненербе, где занимался изучением различных знаков (в том числе домовых) и эмблем как объектов германского наследия. Возглавлял исследовательский отдел геральдики и родовых эмблем Аненербе. По поручению Гиммлера в 1938 г. приступил к созданию семейных гербов для членов СС и курированию исследовательского проекта «Лес и дерево в арийско-германской истории духа и культуры», однако не справился с работой и в ноябре 1939 г. был исключён из Аненербе.
Печатался во времена нацизма, деятельность после войны доподлинно неизвестна.

## Сочинения
- Die Hausmarke. Das Symbol der germanischen Sippe. Berlin: Alfred Metzner 1939 (Deutsches Ahnenerbe B/1).
- Von der germanischen Sippe und ihrem Symbol, in: Zeitschrift für deutsche Geisteswissenschaft 3, 1940/41
- Über Hofmarken, in: Die deutsche Heimat 12, 1942.